# Кршан
Кршан (итал. Chersano) је насељено место и општина у Хрватској, у Истарској жупанији.

## Географија
Кршан се налази у источном делу Истре, 15 km северно од Лабина, на надморској висини од 50 m. Општина захвата територију од 127 km².

## Историја
Кршански каштел се први пут помиње 1274. године. Каштел је данас напуштен.

## Становништво
На попису становништва 2011. године, општина Кршан је имала 2.951 становника, од чега у самом Кршну 238.

## Попис1991.
На попису становништва 1991. године, насељено место Кршан је имало 221 становника, следећег националног састава:
| Попис 1991.‍  | Попис 1991.‍  | Попис 1991.‍ | Попис 1991.‍ | Попис 1991.‍ |
| ------------ | ------------ | ----------- | ----------- | ----------- |
|              |              |             |             |             |
| Хрвати       | Хрвати       |             | 110         | 49,77%      |
| Муслимани    | Муслимани    |             | 9           | 4,07%       |
| Срби         | Срби         |             | 6           | 2,71%       |
| Југословени  | Југословени  |             | 3           | 1,35%       |
| Албанци      | Албанци      |             | 2           | 0,90%       |
| Италијани    | Италијани    |             | 2           | 0,90%       |
| остали       | остали       |             | 1           | 0,45%       |
| неопредељени | неопредељени |             | 2           | 0,90%       |
| регион. опр. | регион. опр. |             | 86          | 38,91%      |
| укупно: 221  |              |             |             |             |